# Ahmad Al-Abdullah Al-Sabah
Ahmad Al-Abdullah Al-Ahmad Al-Sabah (în arabă أحمد العبد الله الأحمد الصباح; n. 5 septembrie 1952) este un economist și politician kuweitian, membru marcant al familiei domnitoare Al Sabah. A ocupat funcția de ministru al petrolului între 2009 și 2011.
La 15 aprilie 2024 a fost desemnat prim-ministru al Kuweitului, iar mandatul său a început oficial la 15 mai 2024.

## Biografie
Sabah s-a născut la 5 septembrie 1952. A obținut o diplomă de licență în finanțe de la Universitatea din Illinois în anul 1975.

## Carieră
Sabah a lucrat la Banca Centrală a Kuweitului între anii 1978 și 1987. Ulterior, în perioada 1987–1999, a activat în instituții financiare private. În acest interval a deținut funcția de președinte al Burgan Bank SAK. A fost ministru de finanțe între 1999 și 2001. Tot în anul 1999, a fost numit ministru al comunicațiilor. În martie 2007 a fost propus pentru funcția de ministru al sănătății, însă a fost respins printr-un vot de neîncredere în Adunarea Națională, ceea ce a dus la demisia guvernului la 4 martie.
În februarie 2009, Sabah a fost numit ministru al petrolului, devenind al cincilea titular al acestui portofoliu din anul 2006. L-a înlocuit pe Mohammad Al Olaim, care demisionase din funcție în noiembrie 2008. Între noiembrie 2008 și februarie 2009, Mohammad Sabah Al Sabah a exercitat atribuțiile de ministru interimar al petrolului. Mandatul lui Ahmad Al Sabah ca ministru al petrolului s-a încheiat în mai 2011, când a fost înlocuit de Mohammad Al Busairi.
În anul 2021, Sabah a fost numit șef al Curții Prințului Moștenitor. La 15 aprilie 2024, a fost desemnat prim-ministru, succedându-i lui Mohammad Sabah Al-Salem Al-Sabah, după ce și-a format cabinetul și a depus jurământul în fața emirului Kuweitului la 15 mai.

## Viață personală
Sabah este căsătorit și are trei copii.